# Trollkarlens slott
Trollkarlens slott är en ungdomsbok av Diana Wynne Jones som kom ut på svenska första gången 1988. 2005 kom en nyutgåva i samband med att boken filmatiserats av den japanske regissören Hayao Miyazaki. Nyutgåvan heter, liksom filmen, Det levande slottet. Diana Wynne Jones har skrivit två böcker till som utspelar sig i samma värld, Drömprinsessan (1992) och House of Many Ways (2008). De böckerna har andra huvudpersoner men Sofie, Howl och Calcifer, huvudpersonerna i Trollkarlens slott, finns alla med som bikaraktärer.

## Handling
17-åriga Sofie Hattman jobbar i sin fars hattbutik tillsammans med sin styvmamma i det magiska landet Ingaria. Sofies liv ändras drastiskt den dag då Ödehäxan kommer in i hattbutiken och förvandlar Sofie till en gammal gumma. Sofia beslutar sig för att ge sig ut i världen för att finna lyckan.
Gamla Sofie jagar ifatt trollkarlen Howl den rasandes rörliga slott eftersom hon inte vill sova utomhus. Inne i slottet träffar Sofie trollkarlens elddemon, Calcifer. Calcifer lovar att bryta förbannelsen som vilar över Sofie om hon befriar honom från det kontrakt han slutit med Howl. Varken Calcifer eller Howl kan dock avslöja vad deras kontrakt går ut på, så Sofie måste försöka lista ut det på egen hand, vilket leder till att Sofie bosätter sig i slottet.
När trollkarl Howl kommer hem visar det sig att han är en slashas som mest är intresserad av att undvika allt som är obehagligt och jobbigt. Framför allt vill Howl undvika Ödehäxan som har skickat en förbannelse efter honom. Dessvärre vill kungen av Ingaria att Howl ska besegra Ödehäxan som kidnappat kungens bror, prins Justin, och hovtrollkarlen Sulliman. Sofie blir såklart indragen i Howls försök att komma undan Ödehäxan och kungen.
Det går inte som planerat; Howl tvingas slåss mot Ödehäxan men går segrande ur striden. Ödehäxan har också slutit ett kontrakt med en elddemon och denna har lurat sig in i Howls hem. Häxans elddemon försöker ta Howls hjärta från Calcifer, vilket är kärnan i kontraktet mellan Howl och Calcifer; elddemoner behöver ett människohjärta för att överleva. Calcifer räddas av att Sofie bryter kontraktet mellan Calcifer och Howl. Både Howl och Calcifer överlever eftersom det visar sig att Sofie kan tala liv i saker. Sofie och Howl inser också att de är kära i varandra.

## Skillnader mellan utgåvorna
Tre karaktärer har i 2005 års utgåva fått nya namn som är mer lika namnen i den engelska originalutgåvan. Sofie Hattman hette i den första svenska utgåvan Sofia. Howl heter just så i nyöversättningen men heter Ryt i den gamla, medan hans lärling heter Mikael i den gamla översättningen och Mike i den nya.